# Legend (Schiff)
Die Legend ist eine stählerne norwegische Brigg. Zweimal „verschwand“ das Schiff und wurde später verlassen aufgefunden.

## Geschichte
Das Schiff lief 1915 als Frachtsegler/Fischereischiff vom Stapel. Im Ersten Weltkrieg wurde es 1917 als verschollen im Englischen Kanal gemeldet. 1925 fand ein Fischer aus Scheveningen es verlassen im Kongo-Fluss. Er brachte die jetzige Legend zurück in die Niederlande. 1928 wurde erstmals eine Antriebsmaschine eingebaut. In den Jahren 1926 bis 1940 fuhr sie als Frachter in der Nordsee. Im Zweiten Weltkrieg schmuggelte sie Waffen für den niederländischen Widerstand gegen die Nationalsozialisten. 1944 wurde sie erneut als verschollen gemeldet. 1947 tauchte sie in Neufundland wieder auf. Von der Besatzung gab es keine Spur. Auch ist nicht klar, wofür das Schiff in den zurückliegenden drei Jahren eingesetzt war. Nachdem es wieder in die Niederlande zurückgebracht worden war, wurde es wieder als Frachtschiff eingesetzt. 1955 wurde es nach Norwegen verkauft und dort jahrelang in der Nordsee für Fahrten nach Grönland und Island verwendet. Schließlich wurde es zum Segler zurückgebaut. Der Segler liegt im Hafen von Oslo und kann besichtigt werden. Außerdem dient es als Charterschiff. Die Legend hat an Rennen der Sail Training Association teilgenommen.